# كاساكو
كاساكو، بلدية فريوليان في مقاطعة أوديني فس منطقة فريولي فينيتسيا جوليا الايطاليه تبعد حولي 80 كيلومتر(50ميل)شمال غرب ترييستي وحوالي 12كيلومتر(7ميل) شمال غرب أوديني اعتباراً من 31 ديسمبر2004 يبلغ سكانها 2880نسمة مساحتها11.6كيلومتر مربع(4.5ميل2)
بلدية كاساكو تحتوي على فرازيوني (التقسيمات الفرعية ، القرى والنجوع بشكل رئيسي) Conoglano ، Martinazzo ، Raspano ، و Montegnacco.
Cassacco الحدود مع البلديات التالية: Colloredo دي مونت البانو ، مانيانو في ريفييرا ، Tarcento ، Treppo غراندي ، Tricesimo .

## المدن التوأم
كاساكو توأمة مع:
- Glanegg, Austria, since 1997

## روابط خارجية
- www.comune.cassacco.ud.it